# Galaporella
Galaporella là một chi nhện trong họ Araneidae.